# Momotombo

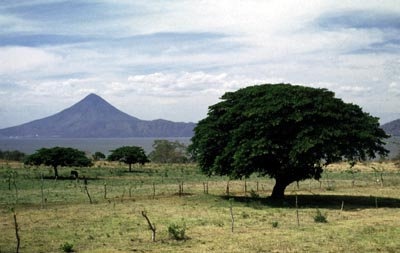
Momotombo

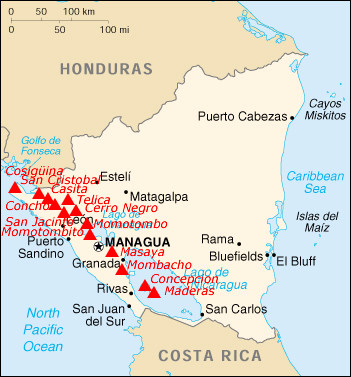
Übersicht Vulkane Nicaragua

Der Momotombo ist ein Schichtvulkan in Nicaragua nahe der Stadt León.
Er reicht an den Managuasee.
Seine Morphologie ist sehr symmetrisch, sein Bild wurde auf Streichholzschachteln gedruckt und taucht auf Murales auf, er ist emblematisch für Nicaragua.
Vor dem Ersten Weltkrieg war er ein beliebtes Ausflugsziel, 1904 erreichten die Touristenzahlen ihren Höhepunkt, 1905 brach er aus.
An seiner südlichen Flanke liegt ein Geothermalfeld.
Mit einer Erlaubnis kann der Vulkan bestiegen werden, dazu gehört ein Durchqueren des Geothermiekraftwerkes.
Ab der Waldgrenze verändert sich die Landschaft durch Erosion und Eruptionen ständig.
Unter der Diktatur von Anastasio Somoza Debayle wurden die Leichen missliebiger Personen von Geheimpolizei und Nationalgarde in den Krater des Momotombo geworfen, wo sie später entdeckt wurden.

## Geschichte
- 1522 wurde eine Eruption aufgezeichnet.
- 1609 gab es eine Eruption, und aufgrund zahlreicher Beben wurde 1610 León Viejo an den Ort des heutigen Leon zum Cabildo de indio Sutiaba verlagert.
- 1764 hatte er eine starke Eruption.
- 1870 polterte er anhaltend gewaltig.
- Im Oktober 1885 stieg eine große Menge Rauch auf und er polterte alle 15 Minuten.
- Im Februar 1886 wurde in den Nächten Feuer im Krater beobachtet.
- Am 20. Mai 1886 gab es einen heftigen Ausbruch großer Mengen Rauch, Asche und Lava, welche teilweise im Westen in Managua niedergingen.
- Am 23. Mai 1886 wurden die Städte León, Chinandega und Corinto durch dichte Wolken aus Asche vollständig eingedeckt.
- 1905 gab es eine Eruption mit Lavastrom.
- Im April 1918 stiegen große Mengen Rauch auf.
- 2005 gab es seismische Aktivitäten der Stufe 3 auf der Richterskala.
- Am 1. Dezember 2015 – nach 110 Jahren – gab es wieder eine Eruption. Der Vulkan stieß zuerst Asche und Gas – lange Rauchsäulen stiegen auf – und danach Lava aus, die sich auf unbewohntes Gebiet ergoss.[1] Weihnachten 2015 kam es zu 20 leichten Beben, am 2. Januar 2016, in den frühen Morgenstunden (Ortszeit) zu einer weiteren kurz dauernden Eruption von Lava, bei der keine Personen zu Schaden kamen.[2]
- Eine weitere Eruption erfolgte am 27. Februar 2016.